# Die Continentale-Olympia
L'equip Die Continentale-Olympia (codi UCI: CON) va ser un equip ciclista alemany, de ciclisme en ruta que va competir professionalment entre 1996 i 1999.

## Principals resultats
- Lancaster Classic: Chann McRae (1997)
- Zeeuws-Vlaanderen Wielerweekend: Andreas Walzer (1998)
- Omloop der Kempen: Christian Wegmann (1998)

### A les grans voltes
- Giro d'Itàlia
  - 0 participacions

- Tour de França
  - 0 participacions

- Volta a Espanya
  - 0 participacions

## Classificacions UCI
Fins al 1998 els equips ciclistes es trobaven classificats dins l'UCI en una única categoria. El 1999 la classificació UCI per equips es dividí entre GSI, GSII i GSIII. D'acord amb aquesta classificació els Grups Esportius I són la primera categoria dels equips ciclistes professionals. La següent classificació estableix la posició de l'equip en finalitzar la temporada.
| Temporada | Classificació per equips | Millor ciclista en la classificació individual |
| --------- | ------------------------ | ---------------------------------------------- |
| 1996      | 61è                      | Fausto Cannone (724è)                          |
| 1997      | 42è                      | Scott McGrory (123è)                           |
| 1998      | 40è                      | Grischa Niermann (224è)                        |
| 1999      | 25è (GSII)               | Artur Babaitsev (366è)                         |